# Псевдообертання
Псевдообертання (рос. псевдовращение, англ. pseudorotation) — у стереохімії — перехід між двома конформаціями нежорстких молекул, що не викликає зміни кутового моменту в молекулі, але може відбуватися обмін екваторіальних з аксіальними (апікальними) замісниками. Такий перехід приводить до структури, яка отримується ніби обертанням вихідної молекули як цілого і може бути накладена на неї, якщо тільки різні положення не позначені ізотопними мітками чи мають різні замісники. Пр., у циклобутані, у циклопентані або перетворення конформацій у циклогексані, що дуже мало
відрізняються за енергією і взаємно перетворюються фактично без додаткових кутових напружень, завдяки узгодженій зміні в циклі діедральних кутів. Останні, проте, не зазнають повних оборотів, тобто реального обертання груп, як у етані, немає; це вироджені або майже вироджені за енергією взаємоперетворення конформаційних форм. Бар'єр псевдообертання становить біля 17 кДж моль−1.